# 憧れのスレンダー・ガール
『憧れのスレンダー・ガール』（あこがれ - ）は、1982年3月21日に発売されたシャネルズ（後のラッツ&スター）の6枚目のシングル。

## 解説
- シャネルズの英語表記がこれまでの「CHANELS」から「SHANELS」に変更されてから初めてリリースされたシングル。
- 両面とも田代マサシ作詞、鈴木雅之作曲による初シングルで、アルバム『SOUL SHADOWS』に収録されている。
- 田代は以前勤めていた会社の社長から、「この曲が『ザ・ベストテン』で10位以内に入ったら車を買ってやる」と言われていたが、『ザ・ベストテン』では最高順位11位にとどまった。

## 収録曲
両曲 作詞：田代マサシ、作曲：鈴木雅之、編曲：シャネルズ・村松邦男
1. 憧れのスレンダー・ガール
2. 渚のスーベニール